# Zapadna kultura
Zapadna civilizacija ili zapadna kultura, rjeđe europska civilizacija, je izraz pod kojim se u najširem smislu podrazumijevaju znanstvena i umjetnička dostignuća, odnosno civilizacije koje potiču iz Europe ili koje u kulturnom smislu pripadaju zapadnom svijetu. Pod time se obično podrazumijevaju tradicije koje svoj temelj u većoj ili manjoj mjeri imaju u:
- grčko-rimskoj kulturi;
- kršćanstvu, prvenstveno zapadnog tipa;
- pred-kršćanskim kulturama i tradicijama, obično vezanim uz keltske, germanske narode;
- renesansi.